# إرنست شوسون
إرنست شوسون
(بالإنجليزية Ernest Chausson)

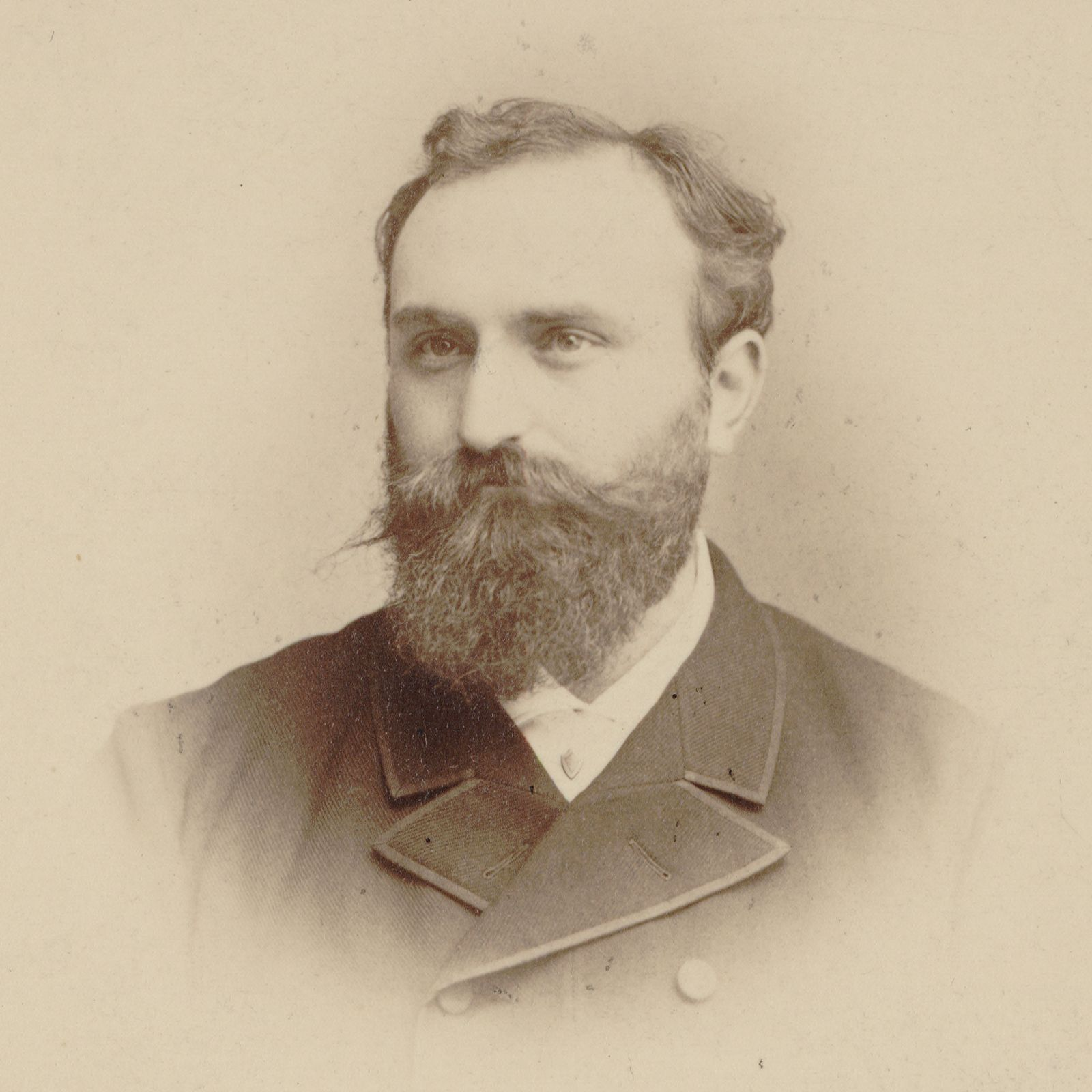
إرنست شوسون، صورة التقطها بي فروا بيارتز (فرنسا)، 1885، المكتبة الوطنية الفرنسية

(و. 20 يناير 1855 – ت. 10 يونيو 1899) مؤلف موسيقي فرنسي نذكره لعدد قليل من الأعمال، أهمية "قصيدة للكمان والأوركسترا” 1897. كان سوشون طالب لدى كل من جول ماسينيه وسيزار فرانك، طور أسلوبا يعكس تأثير كل من فرانك وفاجنر، خاصة في معالجته للهارموني. أعماله الأخرى تشمل "السيمفونية في مقام سي بيمول الكبير" والعديد من الأوبرات وموسيقى الحجرة والكثير من الأغاني الرفيعة.

## حياته
نشأ شوسون في بيئة متميزة وتعرض للموسيقى والفن منذ عصر مبكر. امتثل لرغبات والده ودرس الحقوق وحصل على الدكتوراه والتحق بسلك المحاماة سنة 1877 لكنه لم يمارس القانون قط. ثراء أسرته تركه حرا ليسعى وراء اهتمامه بالموسيقى. سنة 1879 التحق بكونسرفتوار جول ماسنيه في التوزيع الأوركسترالي في كونسرفتوار باريس، حيث درس هناك أيضا في فصل الأرغن مع سيزار فرانك. مثل الكثيرين من جيله تأثر بقوة بموسيقى فاجنر: سافر لميونخ سنة 1879 ومرة أخرى سنة 1880 لسماع «الهولندي الطائر» و«خاتم النيبلونج» و«تريستان وأيزولدة» وقام بزيارات لباريرويت سنة 1882 و1883 لسماع العروض الأولى لاوبرا «بارسيفال». سنة 1890 أصبح صديقاه وثيقا لكلود ديبوسي الذي اشترك معه في حب الأدب والرسم إضافة لجماليات الموسيقى المصقولة بشدة. كان يمكنه أن ينضم لديبوسي في أوائل الاتجاه الحديث للقرن العشرين لكن حياته انتهت قبل الاوان بسبب حادث غريب: فأثناء العطلة مات من الاصابات التي عانى منها حين ركب دراجته واصطدم بها في الحائط.

## موسيقاه
ابرع أعماله تشمل ثلاثية للبيانو في مقام صول صغير و«قصيدة الحب والبحر» للميتزو سوبرانو والأوركسترا في مقام سي بيمول و«قصيدة للكمان والاوركسترا» والقصيد السيمفوني «مساء العيد» كما كتب عددا من الاغنيات الجميلة وأوبرا طموحة هي «الملك آرثر» التي عرضت أول مرة بعد وفاته بأربع سنوات.

## وصلات خارجية
- إرنست شوسون على موقع IMDb (الإنجليزية)
- إرنست شوسون على موقع الموسوعة البريطانية (الإنجليزية)
- إرنست شوسون على موقع ميوزك برينز (الإنجليزية)
- إرنست شوسون على موقع أول ميوزيك (الإنجليزية)
- إرنست شوسون على موقع ديسكوغز (الإنجليزية)

1. ↑  Marc Feuillée, ed. (12 juin 1899), Le Figaro (بالفرنسية والإنجليزية), Paris: Société du Figaro, p. 4, ISSN:0182-5852, OCLC:473539292, QID:Q216047 {{استشهاد}}: تحقق من التاريخ في: |publication-date= (help)
2. ↑  Domenico Gabrielli (2002). Dictionnaire historique du Père-Lachaise (بالفرنسية). p. 90. ISBN:978-2-85917-346-3. OL:12632695M. QID:Q14905678.
3. ↑  بريسيه، ص. 169، QID:Q252430
4. ↑  Internet Movie Database (بالإنجليزية), QID:Q37312
5. ↑  The Facts on File Dictionary of Music, Christine Ammer 2004
6. 1 2  NPR Encylopedia of Classical Music